# 泊瀬部皇女
泊瀬部皇女（はつせべのひめみこ）は、天武天皇の皇女で、母は宍人大麻呂の娘のカジ媛娘（「カジ」は木偏に穀）。同母弟妹に忍壁皇子・磯城皇子・託基皇女がいる。夫は川島皇子。

## 生涯
大宝律令施行後は泊瀬部・長谷部内親王とも記述される。持統天皇5年（691年）、川島皇子が薨去した時、万葉集巻2 194 - 195に柿本人麻呂が献じた歌がある。夫の死後再婚せず、天平9年（737年）2月14日三品に昇進、4年後の天平13年（741年）3月28日に薨去。

## 血縁
- 父：天武天皇
- 母：宍人カジ媛娘（宍人大麻呂の娘）
- 同母兄妹：忍壁皇子、磯城皇子、託基皇女

- 夫：川島皇子